# 제9군단 (미국)
제9군단(영어: U.S. IX Corps)은 미국 육군의 군단이다. 제2차 세계 대전의 태평양 전역, 그리고 한국 전쟁에도 참전하였다. 모토는 "Pride of the Pacific→태평양의 자부심"

## 역사

### 제1차 세계 대전
1918년 7월 29일, 제9(IX)군단, 본부는 제2군의 예비대로서 서류 상의 조직으로만 구상되었다. 1919년 군단을 위한 어깨소매표장도 준비되었으나, 종전을 맞이할 때까지 편성되지 못했다.

### 제2차 세계 대전
1940년 10월 24일, 포트 루이스에서 활동을 개시하였다.
일본 본토에 상륙한 뒤, 제1기병사단과 제7보병사단을 이끌고 센다이로 옮겨가 관동 지역을 점령하였다.
1950년 3월 28일, 종전에 따른 군비 축소로 동원 해제와 함께 군단은 해산하였다.

### 한국 전쟁
1950년 8월 10일에 극동사령부의 지원 요청에 따라 미국 육군부는 프랭크 W. 밀번 소장을 군단장에 임명하고, 제5군 본부에서 제9(IX)군단원들을 차출하여 일리노이주의 포트 세리단에서 재소집했다. 9월 8일 한반도에 상륙하여 대구에 지휘부를 차렸다.
9월 12일 존 B. 콜러 소장이 밀번 소장의 후임으로 군단장에 취임했다.
1951년 1월 31일 브라이언 E. 무어 소장이 존 B. 콜러 소장의 후임 군단장으로서 취임하였다. 그러나 얼마 지나지 않아 무어 소장은 2월 24일에 제24보병사단의 한강 도하 상황을 시찰하다가 헬리콥터 추락 사고로 부상을 당했다. 그는 후송되는 도중, 심장마비를 일으켜 사망하였다. 군단장의 자리가 비게 되자, 윌리엄 H. 하지 소장이 군단장에 임명되어 취임할 때까지 제1해병사단장인 올리버 P. 스미스 소장이 대리 군단장으로서 군단을 지휘하였다.

### 냉전
미국과 북한 간의 회담의 결과로 전쟁이 휴전된 뒤에도 몇몇 부대와 함께 한반도에 남았으며, 1954년 1월 1일 제8군에서 극동 육군으로 배속되었다.
1956년 11월, 한반도를 떠나 오키나와현 포트 버크너로 이동했다.
1957년 1월 1일, 제9(IX)군단은 미국 류큐 열도 육군(USARIS) 사령부와 합병하여 "RYCOM/제9(IX)군단, 본부"가 되어 류큐 열도에 주둔한 미국 육군을 지휘하였다.
1961년에 들어 군단의 일부가 독립 부대인 제9지역지원사령부(9th RSC)로 분할되어 태평양 육군 예하사령부로 지정되었다.
1972년 5월 15일, 미국은 27년 동안이나 지배했던 오키나와를 일본에 반환하였다. 그에 따라 9(IX) 군단은 오키나와를 떠나 캠프 자마로 건너가 주일 미국 육군과 합병하여 HQ USARJ/제9(IX)군단이 되었다. 오키나와 기지사령부와 미국 류큐 열도 육군(USARIS)사령부, 제2군수사령부는 모두 해체되었다.
1994년까지 일본 열도에 주둔하는 모든 미국 육군 부대를 지휘하다가 해체되었다. 제9(IX)군단의 혈통은 제9지역지원사령부가 이어가고 있다.

## 전투 서열

### 1950년
- 제9군단, 본부 및 본부중대
- 제9군단 포병대, 본부 및 본부포대
- 제9군단 군사첩보근무분견대
- 제60수송트럭중대
- 제74공병전투대대
- 제74수송트럭중대
- 제74공병건설대대, A중대
- 제304통신건설중대, 1소대
- 제340수송럭중대
- 제541수송럭중대
- 제8035통신근무중대, VHF 분견대
- 제8036통신근무중대, VHF 분견대
- 제2공병특별여단
- 제4통신대대
- 제5야전포병단, 본부 및 본부포대
- 제44공병건설대대
- 제50대항공기포병대대 (자주활강포)
- 제56수륙양용트럭트랙터대대, A중대
- 제58공병Treadway Bridge중대
- 제73공병전투대대
- 제79공병건설대대
- 제92기갑야전포병대대
- 제96야전포병대대
- 제185공병전투대대
- 제8221부대, 야전포병지리Met분견대

### 1953년
- 제9군단 포병대, 본부 및 본부포대
- 제11육군우편부대
- 제4경항공반
- 제10통신대대
- 제212헌병중대
- 제558공병기술첩보대
- 제8223부대 (옛 제8219부대)

## 기록

### 소속
1. 제8군; 한국 전쟁
2. 극동 육군; 1954년
3. 미국 류큐 제도 육군; 1957년 1월 1일
4. 주일 미국 육군; 1972년 5월 15일

### 계보
- 1921년 7월 29일, Headquarters Company, IX Army Corps→제9군단, 본부중대
예비군 배정
- 1933년 10월 1일, 정규군 배정
- 1942년 8월 19일, Headquarters and Headquarters Company, IX Corps→제9군단, 본부 및 본부중대
- 1950년 12월 16일, Combined Headquarter, Ryukyu Islands Command→류큐 열도 사령부/제9(IX)군단, 연합본부
- 1957년 1월 1일, Headquarters, United States Army Ryukyu Islands/IX Corps→제9군단/미국 류큐 제도 육군
- 1972년 5월 15일, Headquarters, United States Army, Japan/IX Corps→주일 미국 육군/제9군단, 본부

### 전역
| 스트리머           | 내역 |
| ------------------ | --- |
| 아시아-태평양 전구 | (글귀 없음) |
| 한국 전쟁          | - UN 공세 - CCF 개입 - 첫번째 UN 반격 - CCF 춘계공세 - UN 하계-추계 공세 - 두번째 한국 동계 - 한국, 하계-추계 1952년 - 세번째 한국 동계 - 한국, 하계 1953년 |

### 스트리머
| 스트리머                  | 내역                                         | 명령서 |
| ------------------------- | -------------------------------------------- | ------ |
| 대한민국 대통령 부대 표창 | 한국 전쟁, 1950년 9월 23일 ~ 11월 2일        | [ 1 ]  |
| 대한민국 대통령 부대 표창 | 한국 전쟁, 1952년 2월 15일 ~ 1953년 7월 27일 | [ 2 ]  |

## 역대 군단장
| #    | 사진 | 성명                                         | 취임일           | 이임일           | 추가설명                                                           |
| ---- | ---- | -------------------------------------------- | ---------------- | ---------------- | ------------------------------------------------------------------ |
| 초대 |      | 소장 캔욘 A. 조이스 (Kenyon A. Joyce)        | 1940년 10월 20일 | 1942년 4월 9일   |                                                                    |
| 2대  |      | 소장 찰스 H. 화이트 (Charles H. White)       | 1942년 4월 10일  | 1944년 3월 22일  | 제2차 세계 대전                                                    |
| 3대  |      | 소장 에밀 F. 라인하르트 (Emil F. Reinhardt)  | 1944년 3월 23일  | 1944년 9월 1일   | 제2차 세계 대전                                                    |
| 4대  |      | 소장 찰스 W. 라이더 (Charles W. Ryder)       | 1944년 9월 2일   | 1948년 12월 6일  | 제2차 세계 대전 / 관동지방 군정군                                  |
| 5대  |      | 소장 윌리엄 C. 체이스 (William C. Chase)     | 1948년 12월 7일  | 1949년 2월 11일  | 관동지방 군정군                                                    |
| 6대  |      | 소장 존 M. 데빈 (John M. Devine)             | 1949년 2월 12일  | 1949년 3월 4일   | 관동지방 군정군                                                    |
| 7대  |      | 소장 리랜드 홉스 (Leland S. Hobbs)           | 1949년 3월 4일   | 1950년 3월 28일  | 관동지방 군정군/ 군단 해체                                         |
| 8대  |      | 소장 프랭크 L. 밀번 (Frank L. Milburn)       | 1950년 8월 10일  | 1950년 9월 10일  | 군단 재소집 한국 전쟁 제1군단장과 직책교환                         |
| 9대  |      | 소장 존 B. 콜터 (John B. Coulter)            | 1950년 9월 11일  | 1951년 1월 30일  | 한국 전쟁 전 제1군단장, 프랭크 L. 밀번과 직책교환.                 |
| 10대 |      | 소장 브라이언트 E. 무어 (Bryant E. Moore)    | 1951년 1월 31일  | 1951년 2월 24일  | 한국 전쟁 전선 시찰중 헬리콥터 추락 사건으로 후송중 심장마비 사망. |
| 대리 |      | 소장 올리버 P. 스미스 (Oliver P. Smith)      | 1951년 2월 24일  | 1951년 3월 5일   | USMC 제1해병사단장                                                 |
| 11대 |      | 중장 윌리엄 M. 호지 (William M. Hoge)        | 1951년 3월 5일   | 1951년 12월 23일 | 한국 전쟁                                                          |
| 12대 |      | 중장 윌라드 G. 와이먼 (Willard G. Wyman)     | 1951년 12월 24일 | 1952년 7월 30일  | 한국 전쟁                                                          |
| 대리 |      | 소장 조지프 P. 클래랜드 (Joseph P. Cleland)  | 1952년 7월 31일  | 1952년 8월 8일   | 한국 전쟁                                                          |
| 13대 |      | 중장 루벤 E. 젠킨스 (Ruben E. Jenkins)       | 1952년 8월 9일   | 1953년 8월 9일   | 한국 전쟁                                                          |
| 14대 |      | 중장 토머스 F. 히키 (Thomas F. Hickey)       | 1954년 4월 13일  | 1954년 11월 19일 |                                                                    |
| 대리 |      | 소장 세뮤얼 T. 윌리엄스 (Samuel T. Williams) | 1954년 11월 20일 | 1954년 11월 29일 |                                                                    |
| 15대 |      | 소장 아미스테드 D. 미드 (Armistead D. Mead)  | 1954년 11월 30일 | 1955년 7월 18일  |                                                                    |
| 16대 |      | 중장 토머스 F. 히키 (Thomas F. Hickey)       | 1955년 7월 19일  | 1956년 2월 1일   |                                                                    |

| #    | 사진 | 성명                                         | 취임일           | 이임일           | 추가설명                                                      |
| ---- | ---- | -------------------------------------------- | ---------------- | ---------------- | ------------------------------------------------------------- |
| 17대 |      | 소장 에드워드 J. 매가우 (Edward J. McGaw)    | 1956년 2월 2일   | 1958년 4월 30일  | 류큐 열도 사령관                                              |
| 18대 |      | 중장 제임스 E. 무어 (James Edward Moore)     | 1958년 5월 1일   | 1961년 2월 14일  | USCAR 민정부장관 류큐 열도 사령관 미국 류큐 열도 육군, 사령관 |
| 19대 |      | 중장 도널드 P. 부스 (Donald P. Booth)        | 1961년 2월 15일  | 1961년 12월 15일 | USCAR 고등판무관 미국 류큐 열도 육군, 사령관                  |
| 20대 |      | 중장 폴 W. 캐러웨이 (Paul Wyatt Caraway)     | 1961년 2월 15일  | 1961년 12월 15일 | USCAR 고등판무관 미국 류큐 열도 육군, 사령관                  |
| 대리 |      | 대령 줄리안 H. 마틴 (Julian H. Martin)       | 1961년 12월 16일 | 1961년 12월 22일 | 군단 참모장                                                   |
| 21대 |      | 중장 알버트 왓슨 2세 (Albert Watson II)      | 1964년 8월 1일   | 1966년 10월 31일 |                                                               |
| 22대 |      | 중장 페르디난드 T. 웅거 (Ferdinand T. Unger) | 1966년 11월 2일  | 1969년 1월 17일  |                                                               |
| 23대 |      | 중장 제임스 B. 램퍼트 (James B. Lampert)     | 1969년 1월 28일  | 1972년 5월 14일  | 마지막 미국 류큐 열도 육군 사령관                             |

| #    | 사진 | 성명                                  | 취임일          | 이임일         | 추가설명 |
| ---- | ---- | ------------------------------------- | --------------- | -------------- | -------- |
| 24대 |      | 중장 웰본 G. 돌빈 (Welborn G. Dolvin) | 1972년 5월 15일 | 1975년 3월 1일 |          |

| #    | 사진 | 성명                                            | 취임일          | 이임일          | 추가설명                     |
| ---- | ---- | ----------------------------------------------- | --------------- | --------------- | ---------------------------- |
| 25대 |      | 중장 존 R. 구스리 (John R. Guthrie)             | 1975년 3월 1일  | 1977년 5월 6일  | 12대 USARJ 사령관            |
| 26대 |      | 중장 존 Q. 헤니언 (John Q. Henion)              | 1977년 5월 16일 | 1960년 5월 23일 | 13대 USARJ 사령관            |
| 27대 |      | 중장 로스코 로빈슨 (Roscoe Robinson Jr.)        | 1960년 6월 18일 | 1982년 8월 20일 | 14대 USARJ 사령관            |
| 28대 |      | 중장 알렉산더 M. 웨이얀드 (Alexander M. Weyand) | 1982년 9월 2일  | 1985년 8월 2일  | 15대 USARJ 사령관            |
| 29대 |      | 중장 찰스 W. 다이크 (Charles W. Dyke)           | 1985년 8월 1일  | 1988년 7월 15일 | 16대 USARJ 사령관            |
| 30대 |      | 중장 조니 H. 콘스 (Johnnie H. Corns)            | 1988년 7월 15일 | 1989년 12월 5일 | 17대 USARJ 사령관            |
| 31대 |      | 중장 잭 D. 우달 (Jack D. Woodall)               | 1989년 12월 5일 | 1992년 4월 22일 | 18대 USARJ 사령관            |
| 32대 |      | 중장 제롬 H. 그란루드 (Jerome H. Granrud)       | 1992년 4월 22일 | 1994년 8월 5일  | 19대 USARJ 사령관, 군단 해체 |

## 같이 보기
- 태평양 전쟁과 한국 전쟁에 참전한 군단
  - 제1(I)군단
  - 제10(X)군단

## 참고
1. ↑  “General Orders No. 8” (PDF) (영어). Washinton D.C.: Department of The Army. 1952년 1월 24일. 2019년 12월 21일에 원본 문서 (PDF)에서 보존된 문서. 2019년 12월 21일에 확인함.
2. ↑  “General Orders No. 89” (PDF) (영어). Washinton D.C.: Department of The Army. 1953년 11월 27일. 2019년 12월 21일에 원본 문서 (PDF)에서 보존된 문서. 2019년 12월 21일에 확인함.
3. 1 2 3 4  “IX Corps Commanders” (영어). United States Army Japan Public Affairs Office. 2010년 8월 24일에 원본 문서에서 보존된 문서. 2019년 10월 20일에 확인함.